# Gallego Muñoz
Luis María "Gallego" Muñoz, apodado "El Pimentoso" (1925-2001) fue un beisbolista dominicano que jugó en Puerto Rico, Colombia y Nicaragua como infielder. En 1948, participó en los V Juegos Centroamericanos y del Caribe, celebrados en Barranquilla, Colombia.
Muñoz nació en Santiago, República Dominicana el 30 de abril de 1925. Perteneció a los Leones del Escogido en la Liga Dominicana (1951-1958). El 4 de febrero de 1958, tuvo una destacada participación en el campeonato ganado por los Leones del Escogido impulsando la carrera de la victoria, para dar al Escogido su tercera corona nacional. Falleció en un accidente aéreo en un vuelo de Nueva York a República Dominicana en noviembre de 2001.
Muñoz fue exaltado al Pabellón de la Fama del Deporte Dominicano en 1993.